# (10543) Klee
(10543) Klee – planetoida z pasa głównego asteroid okrążająca Słońce w ciągu 3 lat i 154 dni w średniej odległości 2,27 j.a. Została odkryta 27 lutego 1992 roku w Karl Schwarzschild Observatory w Tautenburgu przez Freimuta Börngena. Nazwa planetoidy pochodzi od Paula Klee (1879-1940), szwajcarskiego malarza i grafika. Przed nadaniem nazwy planetoida nosiła oznaczenie tymczasowe (10543) 1992 DL4.